# Contraremonstranten
Contraremonstranten (früher auch Gomaristen und in den Niederlanden auch die Preciezen genannt) sind eine calvinistische Religionsgemeinschaft, die nach dem Leidener Theologen Franciscus Gomarus benannt ist.
Kern der religiösen Strömung der Contraremonstranten war die strenge Auslegung von Calvins Lehre der Prädestination, nach der das Schicksal der Menschen von Gott vorbestimmt sei. Die Contraremonstranten lehrten, es gebe einen ewigen Beschluss zur Erwählung und zur Verwerfung des Menschen (die so genannte Prädestination), aufgrund dessen schon vor der Schaffung der Welt feststand, wer für ewig gerettet und wer verdammt sei. Der Mensch habe keinen freien Willen; die Auserwählten würden von Gott bekehrt und mit dem Ewigen Leben beschenkt, während die Verworfenen der ewigen Verdammnis entgegengingen (doppelte Prädestination). 
Damit standen die Contraremonstranten im krassen Gegensatz zu den Anhängern des Jacobus Arminius, den Remonstranten, nach deren Auffassung die Initiative vom Menschen ausgeht und die somit die Willens- und Glaubensfreiheit des Menschen betonten.
Bei der Dordrechter Synode 1618/1619, wo es zu den Lehrregeln von Dordrecht kam, wurden die Ansichten der Remonstranten von der reformierten Kirche verurteilt, und die Auslegung der Gomaristen setzte sich überwiegend durch.